# Gilbert Wakefield
Gilbert Wakefield (22 novembre 1756 - 9 septembre 1801) est un critique et philologue anglais.

## Biographie
Né à Nottingham, il entre dans la carrière ecclésiastique, mais sans approuver les doctrines du clergé anglican. Il est instituteur à Warrington, puis professeur de belles-lettres à Hackney. Il quitte l'enseignement en 1791 pour les travaux littéraires et la politique : il se lie avec Fox et Wilberforce et défend, de concert avec eux, les idées libérales. 
Critiquant la guerre contre la France, il publie dans ce sens des pamphlets qui le font incarcérer (1798). Il meurt du typhus peu après sa sortie de prison.

## Œuvres
On lui doit :
- des éditions d'Horace, Virgile, Lucrèce, Dion ;
- des commentaires sur des poésies de Thomas Gray (1786) et de Pope (398) ;
- Delectus tragœdiarum græcarum, 1794,
- un recueil d'observations philologiques intitulé : Sylva critica, 1789-98.

Comme philologue, il est aussi hardi que Richard Bentley. Parmi ses écrits théologiques, on remarque ses recherches sur les opinions des écrivains des trois premiers siècles concernant la personne de Jésus-Christ (Early Christian Writers on the Person of Christ, 1784).